# لويس أكوستا
لويس أكوستا (بالإسبانية: Luis Acosta Mena)‏ هو لاعب كرة قدم إسباني، ولد في 13 يوليو 1994 في مدريد في إسبانيا. لعب مع نادي إلدنس.

## وصلات خارجية
- لويس أكوستا على موقع قاعدة بيانات كرة القدم.إي يو (الإنجليزية)
- لويس أكوستا على موقع Soccerway.com (الإنجليزية)